# Forces fédérales de sécurité (Pakistan)
Les Forces fédérales de sécurité (en anglais : Federal Security Force, FSF) sont une unité de police spéciale créée en 1972 par Zulfikar Ali Bhutto et disparue après son renversement du pouvoir en 1977. Comprenant plus de 10 000 hommes, c'est une force paramilitaire sous contrôle du gouvernement fédéral d'Islamabad. 
Elle a surtout été créée pour être indépendante du pouvoir militaire et constituer le bras armé d'Ali Bhutto. Elle a cependant été accusée de nombreuses exactions, surtout envers les opposants politiques au gouvernement fédéral. 

## Historique

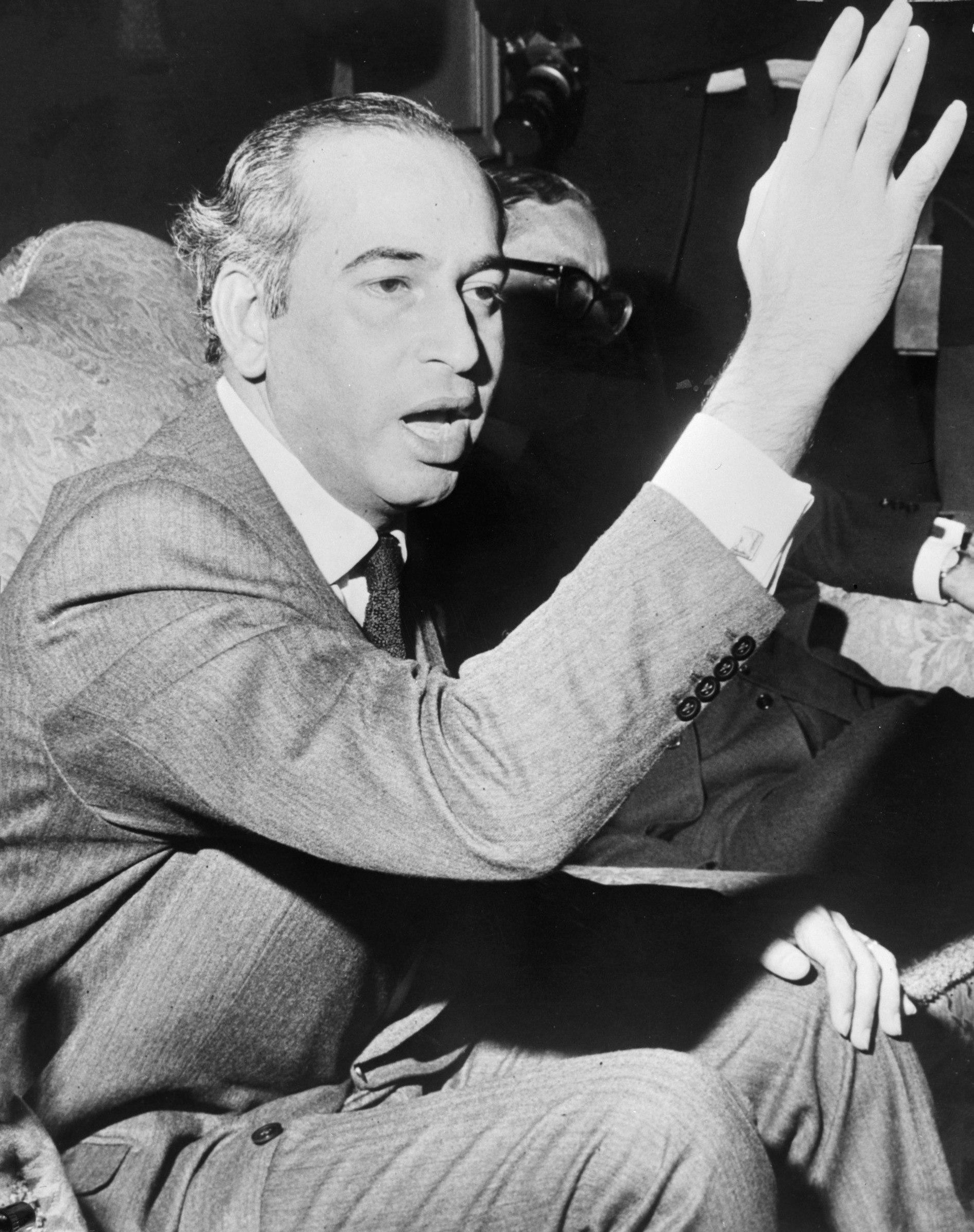
Zulfikar Ali Bhutto en 1971.

Les forces fédérales de sécurité sont créées peu après mars 1972 par le président de la république Zulfikar Ali Bhutto, qui était arrivé au pouvoir en décembre 1971 quand l'armée pakistanaise est contrainte de lui céder le pouvoir. Après avoir effectué une purge dans les forces armées, Ali Bhutto nomme Tikka Khan chef de l'armée. Après des manifestations et des gréves dans la police, Ali Bhutto devient convaincu de la nécessité de créer une force de police spéciale à son service, dans le but de se passer des polices provinciales et surtout de s'émanciper des généraux de l'armée qui détiennent un pouvoir prépondérant dans le pays, qui sort tout juste de plus d'une décennie de régime militaire.
En mars 1972, Ali Bhutto convoque le chef de l'armée pour l'informer de ses intentions et obtenir son soutien. La force est créée peu de temps après, et compte entre 15 000 et 18 500 hommes avec un équipement moderne. Son premier rôle est d'assurer la sécurité des officiels du gouvernement et d'assister les polices locales dans le maintien de l'ordre. Afin de véritablement contrebalancer l'armée, le gouvernement souhaite continuer de les développer et augmenter ses effectifs, mais n'y parvient pas faute de financements suffisants. La force avait été également conçue pour permettre d'éviter un potentiel renversement du pouvoir civil par les militaires mais ne parvient pas à éviter le coup d'État du 5 juillet 1977 qui démet Ali Bhutto. Le chef de l'armée Muhammad Zia-ul-Haq, qui prend le pouvoir, dissout immédiatement les forces fédérales.
Les forces fédérales de sécurité sont particulièrement critiquées pour avoir été une force au service personnel d'Ali Bhutto, qui espionnent les opposants via des sections dédiées au renseignement voir utilisent la violence contre eux. C'est notamment le cas de Jalaludin Abdur Rahim, ancien ministre de Bhutto écarté après des différends, qui est tabassé et emprisonné par les forces de sécurité. Elles ont également été accusées de tortures et assassinats. C'est notamment le chef de ces forces, Masood Mahmood, qui a accusé Ali Bhutto d'avoir donné l'ordre d'assassinat d'un opposant politique, ce qui lui vaut une condamnation à mort. La force a également été accusée de viser des rassemblements politiques et des mouvements sociaux, notamment en réprimant des grèves.